# Grischa Prömel
Grischa Prömel (ur. 9 stycznia 1995 w Stuttgarcie) – niemiecki piłkarz grający na pozycji pomocnika. Od 2022 roku zawodnik TSG 1899 Hoffenheim.

## Życiorys
W czasach juniorskich trenował w TSV RSK Esslingen, Stuttgarter Kickers i TSG 1899 Hoffenheim. W latach 2014–2015 był piłkarzem rezerw Hoffenheim. 11 sierpnia 2015 został piłkarzem Karlsruher SC. W 2. Bundeslidze zagrał po raz pierwszy 14 sierpnia 2015 w wygranym 2:1 meczu z FSV Frankfurt. 1 lipca 2017 odszedł na zasadzie wolnego transferu do 1. FC Union Berlin.
W 2016 roku został powołany do kadry do lat 23 na Igrzyska Olimpijskie w Rio de Janeiro. Wraz z nią zdobył srebrny medal po porażce w finale z Brazylią.